# Marcher lord
Marcher lord (walesiska: barwn y mers) var en engelsk adelsman som blivit utnämnd av Englands monark för att vakta gränslandet mellan Wales och England, Welsh Marches. 
Efter normandernas erövring av England på 1000-talet försökte inledde England också normandernas invasion av Wales. När detta försök misslyckades och walesarna omkring 1100 framgångsrikt lyckats försvara sig och kasta ut engelsmännen ur Wales, bildades ett gränsland mellan det självständiga Wales och England kallat Welsh Marches. Denna gränstrakt befästes av engelsmännen med starka gränsbefästningar, först i trä med snart uppförda i sten. Englands monark utnämnde sedan lojala engelska adelsmän till att få ansvaret för dessa gränsborgar och från dessa kontrollera omgivningen. 
Dessa gränslorder kom att få en viktig och mäktig roll under 1100- och 1200-talen, då England och Wales ofta befann sig i ett passivt eller direkt krigstillstånd. Fientlighet rådde mellan denna engelska gränsadel och den walesiska aristokratin, men samtidigt förekom det också allteftersom äktenskap mellan engelsk och walesisk adel som en del av lokal diplomati, något som gav lokala adelsmän jordinnehav över gränserna och slätade ut gränsen. Efter Edvard I:s erövring av Wales 1277-1283 minskade gränslordernas betydelse eftersom Wales då blev en del av England och det inte längre fanns något behov av en befäst gränstrakt, något som underminerade marcher lords ställning. 
De mäktigaste marcher lords inkluderade earlarna av Chester, Gloucester, Hereford, Pembroke och Shrewsbury.